# Bahnhof Berlin Gesundbrunnen
Bahnhof Berlin Gesundbrunnen er en jernbanestation beliggende i Gesundbrunnen i bydelen Wedding i det nordlige Berlin, Tyskland. Stationen er en knudepunkt for omstigning mellem U-Bahn, S-Bahn, Regionalbahn, Regional-Express samt fjerntog. Trods sin størrelse har stationen ingen banegårdsbygning.
Stationen blev åbnet i 1872, dog åbnede U-Bahn-stationen, der betjenes af linje U8, først i 1930. Både S-Bahn-togene på S-Ringbahn og Nord-syd-banen standser ved stationen. Man ophørte med at bruge stationen i 1961 og tog den først i brug igen i 1984. Efter genforeningen gennemgik den en omfattende modernisering.

## Linjer
| Linje | Strækning                                   |
| ----- | ------------------------------------------- |
| S1    | Potsdam Hbf - Oranienburg                   |
| S2    | Blankenfelde - Bernau                       |
| S26   | Teltow Stadt - Potsdamer Platz              |
| S41   | Gesundbrunnen - Westend (Ringbahn)          |
| S42   | Westend - Gesundbrunnen (Ringbahn)          |
| S45   | Flughafen Berlin-Schönefeld - Gesundbrunnen |
| S46   | Königs Wusterhausen - Gesundbrunnen         |
| S47   | Spindlersfeld - Gesundbrunnen               |
| S86   | Nordbahnhof - Birkenwerder                  |
| U8    | Wittenau - Hermannstraße                    |

Berlin Friedrichstraße
| Foregående station                                  |  | S-Bahn Berlin                                                                       |  | Efterfølgende station                                |
| --------------------------------------------------- |  | ----------------------------------------------------------------------------------- |  | ---------------------------------------------------- |
| Bornholmer Straßemod Oranienburg                    |  |                                                                                     |  | Humboldthainmod Wannsee                              |
| Bornholmer Straßemod Bernau                         |  |                                                                                     |  | Humboldthainmod Blankenfelde                         |
| Bornholmer Straßemod Hennigsdorf                    |  |                                                                                     |  | Humboldthainmod Teltow Stadt                         |
| WeddingKun kørsel i én retning                      |  |                                                                                     |  | Schönhauser Alleemod Südkreuz via Ostkreuz           |
| Schönhauser AlleeKun kørsel i én retning            |  |                                                                                     |  | Weddingmod Südkreuz via Westkreuz                    |
| Foregående station                                  |  | Deutsche Bahn                                                                       |  | Efterfølgende station                                |
| Neustrelitzmod Warnemünde                           |  | ICE 28 Kiel / Warnemünde / Stralsund - Berlin - Eisenach / InnsbruckWarnemünde      |  | Berlin Hbfmod Innsbruck Hbf eller Eisenach           |
| Eberswaldemod Stralsund Hbf                         |  | ICE 28 Kiel / Warnemünde / Stralsund - Berlin - Eisenach / InnsbruckStralsund       |  | Berlin Hbfmod Innsbruck Hbf eller Eisenach           |
| Angersmündemod Ostseebad Binz eller Szczecin Główny |  | IC/EC 27 Binz / Vesterland / Stettin - Berlin - Brno - Wien / BudapestBinz-Szczecin |  | Berlin Hbfmod Wien Meidling eller Budapest Keleti pu |
| Foregående station                                  |  | City Night Line                                                                     |  | Efterfølgende station                                |
| Berlin-Lichtenbergmod Ostseebad Binz                |  | Sirius Berlin/Binz - Zürich                                                         |  | Berlin Hbfmod Zürich Hbf                             |
| Berlin HbfKun kørsel i én retning                   |  | Capella München - Berlin                                                            |  | Berlin-LichtenbergEndestation                        |

52°32′55″N 13°23′22″Ø / 52.54861°N 13.38944°Ø